# Celia Jiménez
 (juillet 2019).
 (janvier 2021).
Celia Jiménez Delgado, née le 20 juin 1995 à Alcaudete (province de Jaén, Espagne), est une footballeuse espagnole qui joue au poste de défenseuse avec l'équipe d'Espagne et l'OL Reign. Elle participe aux Coupes du monde de 2015 et 2019.

## Biographie

### En club
Celia Jiménez commence à jouer au football à l'âge de six ans. 
Elle débute en première division espagnole à l'âge de 14 ans avec le Real Jaén, lors de la saison 2009-2010.
Entre 2010 et 2013, elle joue avec le Séville FC.
En 2013, âgée de 18 ans, elle part s'installer aux États-Unis, où elle partage son temps entre le football (Iowa Western Reivers) et des études en ingénierie aéronautique.
En 2015, elle signe avec l'Alabama Crimson Tide.
En 2018, elle rejoint le Reign FC de Seattle.

### Équipe nationale
Avec les moins de 17 ans, elle remporte le championnat d'Europe des moins de 17 ans en 2011.
En 2015, Celia Jiménez participe à la Coupe du monde organisée au Canada.
En 2019, elle fait partie de l'équipe d'Espagne qui participe à la Coupe du monde organisée en France.

## Palmarès
- Vainqueur du championnat d'Europe des moins de 17 ans en 2011 avec l'équipe d'Espagne des moins de 17 ans